# Discografia di Ketama126
La discografia di Ketama126, rapper e produttore discografico italiano, è costituita da sei album in studio, un mixtape, trentuno singoli e venticinque video musicali (inclusi quelli come artista ospite), pubblicati dal 2014.

## Album in studio
| Anno                                                                  | Titolo | Classifiche | Certificazioni |
| Anno                                                                  | Titolo | ITA         | Certificazioni |
| --------------------------------------------------------------------- | --- | ----------- | -------------- |
| 2015                                                                  | Benvenuti a Ketam City - Pubblicato: 22 giugno 2015 - Etichetta: Smuggler's Bazaar - Formati: CD, download digitale, LP, streaming | —           |                |
| 2017                                                                  | Oh Madonna - Pubblicato: 6 giugno 2017 - Etichetta: Asian Fake, Soldy Music - Formati: CD, download digitale, LP, streaming        | —           |                |
| 2018                                                                  | Rehab - Pubblicato: 25 maggio 2018 - Etichetta: Asian Fake, Soldy Music - Formati: CD, download digitale, LP, streaming            | —           |                |
| 2019                                                                  | Kety - Pubblicato: 18 ottobre 2019 - Etichetta: Asian Fake, Soldy Music - Formati: CD, download digitale, LP, streaming            | 4           | - ITA: Platino |
| 2022                                                                  | Armageddon - Pubblicato: 3 giugno 2022 - Etichetta: Epic Records, Sony Music - Formati: CD, download digitale, LP, streaming       | 1           |                |
| 2025                                                                  | 33 - Pubblicato: 23 maggio 2025 - Etichetta: Epic Records, Sony Music - Formati: CD, download digitale, LP, streaming              | 5           |                |
| "—" indica una pubblicazione che non si è classificata in quel Paese. | |             |                |

## Mixtape
| Anno | Titolo |
| ---- | --- |
| 2014 | 10 pezzi (con Pretty Solero) - Pubblicato: 2 luglio 2014 - Etichetta: Smuggler's Bazaar - Formati: CD, download digitale, streaming |

## Singoli

### Come artista principale
| Anno                                                                  | Titolo                                                        | Classifiche | Certificazioni     | Album di provenienza   |
| Anno                                                                  | Titolo                                                        | ITA         | Certificazioni     | Album di provenienza   |
| --------------------------------------------------------------------- | ------------------------------------------------------------- | ----------- | ------------------ | ---------------------- |
| 2015                                                                  | 4:20 (feat. Franco)                                           | —           |                    | Benvenuti a Ketam City |
| 2015                                                                  | Nella trappola (con Pretty Solero)                            | —           | /                  |                        |
| 2015                                                                  | Grattachecca                                                  | —           | /                  |                        |
| 2015                                                                  | Non mi tocca (con Pretty Solero)                              | —           | /                  |                        |
| 2016                                                                  | Nina                                                          | —           | /                  |                        |
| 2016                                                                  | Pezzi de carta                                                | —           | /                  |                        |
| 2016                                                                  | One (con Pretty Solero)                                       | —           | /                  |                        |
| 2017                                                                  | Lacoste (feat. Pretty Solero)                                 | —           | Oh madonna         |                        |
| 2017                                                                  | Giovane e selvaggio                                           | —           | /                  |                        |
| 2017                                                                  | Con te                                                        | —           | Rehab              |                        |
| 2018                                                                  | Lucciole                                                      | —           | Rehab              |                        |
| 2019                                                                  | Rehab                                                         | —           | Rehab              | - ITA: Oro             |
| 2019                                                                  | Baby droga Freestyle (64 Bars)                                | —           |                    | /                      |
| 2019                                                                  | Scacciacani (feat. Massimo Pericolo)                          | 22          | - ITA: Platino (2) | Kety                   |
| 2019                                                                  | Cos'è l'amore (con Don Joe feat. Franco126 e Franco Califano) | 46          | - ITA: Oro         | Kety                   |
| 2020                                                                  | Nonmifregaunca                                                | 98          |                    | Kety                   |
| 2021                                                                  | Aquile                                                        | —           | /                  |                        |
| 2021                                                                  | Sud (con Niko Pandetta)                                       | —           | /                  |                        |
| 2022                                                                  | Ragazzi fuori                                                 | —           | Armageddon         |                        |
| 2022                                                                  | Armageddon                                                    | —           | Armageddon         |                        |
| 2023                                                                  | Piano piano                                                   | —           | /                  |                        |
| 2023                                                                  | Cane                                                          | —           | /                  |                        |
| 2025                                                                  | La caciara                                                    | —           | 33                 |                        |
| 2025                                                                  | 33                                                            | —           | 33                 |                        |
| "—" indica una pubblicazione che non si è classificata in quel Paese. |                                                               |             |                    |                        |

### Come artista ospite
| Anno                                                                  | Titolo                                                            | Classifiche | Certificazioni | Album di provenienza |
| Anno                                                                  | Titolo                                                            | ITA         | Certificazioni | Album di provenienza |
| --------------------------------------------------------------------- | ----------------------------------------------------------------- | ----------- | -------------- | -------------------- |
| 2019                                                                  | In questa città (Roma Milano Remix) (Max Pezzali feat. Ketama126) | —           |                | Qualcosa di nuovo    |
| 2020                                                                  | Panico (Lil Jolie feat. Ketama126)                                | —           | Bambina        |                      |
| 2020                                                                  | Resta cu me (Nicola Siciliano feat. Ketama126)                    | 90          | - ITA: Oro     | Napoli 51            |
| 2021                                                                  | Ninna nanna (Ski & Wok feat. Ketama126)                           | —           |                | /                    |
| 2021                                                                  | Guardami adesso (Noyz Narcos feat. Ketama126 e Speranza)          | —           |                | /                    |
| 2022                                                                  | Rave (L'Elfo feat. Ketama126)                                     | —           |                | /                    |
| 2024                                                                  | Vacci piano (INCE feat. Ketama126)                                | —           |                | /                    |
| "—" indica una pubblicazione che non si è classificata in quel Paese. |                                                                   |             |                |                      |

## Altri brani entrati in classifica e/o certificati
| Anno | Titolo                                   | Classifiche | Certificazioni | Album di provenienza |
| Anno | Titolo                                   | ITA         | Certificazioni | Album di provenienza |
| ---- | ---------------------------------------- | ----------- | -------------- | -------------------- |
| 2019 | Denti d'oro                              | 70          |                | Kety                 |
| 2019 | Jeans strappati (feat. Fabri Fibra)      | 35          | - ITA: Oro     | Kety                 |
| 2019 | Love bandana (feat. Tedua e Chris Nolan) | 9           | - ITA: Platino | Kety                 |
| 2019 | Spara                                    | 64          |                | Kety                 |
| 2019 | Più forte                                | 95          |                | Kety                 |
| 2019 | Babe (feat. Generic Animal)              | 91          |                | Kety                 |
| 2019 | Squame (feat. Noyz Narcos)               | 80          |                | Kety                 |

## Collaborazioni
| Anno                                                                  | Titolo                                                                | Classifiche | Certificazioni                            | Album di provenienza   |
| Anno                                                                  | Titolo                                                                | ITA         | Certificazioni                            | Album di provenienza   |
| --------------------------------------------------------------------- | --------------------------------------------------------------------- | ----------- | ----------------------------------------- | ---------------------- |
| 2015                                                                  | Da Trastevere a Bravetta (Chicoria feat. Ketama126)                   | —           |                                           | Mondo di mezzo mixtape |
| 2018                                                                  | Non è un gioco (Pretty Solero feat. Ketama126, Franco126 e Zollo)     | —           | Romanzo rosa                              |                        |
| 2018                                                                  | Bad Boys (Gemitaiz feat. Ketama126)                                   | 20          | Quello che vi consiglio vol. 8            |                        |
| 2019                                                                  | Fatte furbo (Gianni Bismark feat. Ketama126 e Pretty Solero)          | —           | Re senza corona                           |                        |
| 2019                                                                  | Stay Away (The Night Skinny feat. Ketama126, Side Baby e Franco126)   | 5           | - ITA: Platino                            | Mattoni                |
| 2019                                                                  | Mille strade (The Night Skinny feat. Ketama126 e Izi)                 | 18          |                                           | Mattoni                |
| 2019                                                                  | #Free (Joe Scacchi feat. Ketama126 e Ugo Borghetti)                   | —           | Marketing                                 |                        |
| 2020                                                                  | Dark Love Gang (Dark Polo Gang feat. Ketama126)                       | 7           | Dark Boys Club                            |                        |
| 2020                                                                  | Bang Bang! (Brenno Itani feat. Ketama126)                             | —           | La promessa non mantenuta                 |                        |
| 2020                                                                  | Clean (Bresh feat. Ketama126)                                         | —           | Che io ci aiuti                           |                        |
| 2020                                                                  | Ma ndo vai? (Carl Brave feat. Ketama126)                              | —           | Coraggio                                  |                        |
| 2020                                                                  | Hotel amore (Pretty Solero feat. Ketama126)                           | —           | Rione sentimento                          |                        |
| 2021                                                                  | Notte fonda (Mace feat. Ketama126 e Psicologi)                        | 28          | OBE                                       |                        |
| 2021                                                                  | Story (VillaBanks feat. Ketama126)                                    | —           | Filtri + nudo                             |                        |
| 2021                                                                  | Lattina (TY1 feat. Ketama126 e Pretty Solero)                         | —           | Djungle unchained                         |                        |
| 2021                                                                  | Multitasking (Side Baby feat. Ketama126)                              | —           | Il ritorno del vero                       |                        |
| 2021                                                                  | Scusa (RAF Camora feat. Ketama126)                                    | —           | Zukunft                                   |                        |
| 2021                                                                  | Calimocho (Carl Brave feat. Ketama126)                                | —           | Sotto cassa                               |                        |
| 2021                                                                  | Domai (Guè feat. Ketama126)                                           | 19          | - ITA: Oro                                | GVESVS                 |
| 2021                                                                  | Tadan (2nd Roof feat. Dani Faiv e Ketama126)                          | —           |                                           | Roof Top mixtape 1     |
| 2022                                                                  | Amici morti (Rasty Kilo feat. Ketama126)                              | —           | Cinzia                                    |                        |
| 2022                                                                  | Falena (Sick Luke feat. Franco126, Coez e Ketama126)                  | 3           | - ITA: Platino                            | X2 Deluxe              |
| 2022                                                                  | Temporale (Sick Luke feat. Ketama126, Izi e Luchè)                    | 16          |                                           | X2 Deluxe              |
| 2022                                                                  | Volante 4 (Noyz Narcos feat. Ketama126)                               | 16          | Virus (Deluxe)                            |                        |
| 2022                                                                  | Uem (Niko Pandetta feat. Massimo Pericolo e Ketama126)                | —           | Bella vita Deluxe Edition                 |                        |
| 2022                                                                  | Pronti al peggio (Fabri Fibra feat. Ketama126)                        | 17          | Caos                                      |                        |
| 2022                                                                  | Non mi va (Gianni Bismark feat. Ketama126)                            | —           | Bravi ragazzi                             |                        |
| 2022                                                                  | Sanguisughe (2Rari feat. Ketama126)                                   | —           | 2 or die                                  |                        |
| 2022                                                                  | Coki (Night Skinny feat. Ketama126, Tony Effe e Guè)                  | 24          | Botox                                     |                        |
| 2022                                                                  | Mezzanotte in punto (Night Skinny feat. Ketama126, Franco126 e Bresh) | 26          | Botox                                     |                        |
| 2023                                                                  | Persi (Gemitaiz feat. Ketama126)                                      | 88          | QVC 10 - Quello che vi consiglio, vol. 10 |                        |
| 2025                                                                  | Vampiro (Franco126 feat. Ketama126)                                   | —           | Futuri possibili                          |                        |
| 2025                                                                  | Ma però (Zep Dembo feat. Side Baby e Ketama126)                       | —           | 753 d.C.pz                                |                        |
| "—" indica una pubblicazione che non si è classificata in quel Paese. |                                                                       |             |                                           |                        |

## Video musicali
| Anno | Titolo                              | Regista/i                       |
| ---- | ----------------------------------- | ------------------------------- |
| 2015 | Nella trappola                      | Enrico Polvere                  |
| 2016 | Nina                                | Ludovico Canali Enjoynt         |
| 2016 | Pezzi de carta                      | —                               |
| 2016 | One                                 | Edit One                        |
| 2017 | Lacoste                             | Theodor Guelat                  |
| 2017 | Giovane e selvaggio                 | No Text Azienda                 |
| 2017 | Con te                              | Theodor Guelat                  |
| 2018 | Lucciole                            | Trashsecco (Francesco Pividori) |
| 2019 | Rehab                               | Love Fest                       |
| 2019 | Scacciacani                         | Fabrizio Conte                  |
| 2019 | In questa città (Roma Milano Remix) | —                               |
| 2020 | Nonmifregaunca                      | Trashsecco (Francesco Pividori) |
| 2020 | Panico                              | A Thing                         |
| 2020 | Resta cu me                         | Nicola Bussei                   |
| 2021 | Ninna nanna                         | Federico Merlo e Simone Mariano |
| 2021 | Aquile                              | Igor Grbesic e Marc Lucas       |
| 2021 | Guardami adesso                     | No Text Azienda                 |
| 2021 | Sud                                 | Alessandro Mancini              |
| 2022 | Armageddon                          | Alessandro Mancini              |
| 2022 | Rave                                | Graziano Piazza                 |
| 2023 | Piano piano                         | —                               |
| 2023 | Cane                                | VisonBaby                       |
| 2024 | Vacci piano                         | Fralma                          |
| 2025 | La caciara                          | Trashsecco (Francesco Pividori) |
| 2025 | 33                                  | Trashsecco (Francesco Pividori) |